# Абсорбція
Абсорбція — вибіркове поглинання речовини з газового чи рідкого середовища усім об'ємом твердого тіла чи рідини. Наприклад, рідини — твердою речовиною (чорнила — промокальним папером) чи газу — рідиною (аміаку — водою).

## Визначення
Абсорбція — вбирання газів або рідин всім об'ємом (на відміну від адсорбції) рідини чи твердого тіла, що є абсорбентом. Абсорбція — один з видів сорбції рідини. Абсорбція — основа технологічних процесів вилучення парів води, вуглеводневих компонентів, сірчаних сполук тощо з потоків природного та синтетичного газів, очищення (знешкодження) газових викидів з метою охорони довкілля.
Розрізняють хімічну та фізичну абсорбцію. При хімічній абсорбції компонент, який абсорбується, зв'язується в рідкій фазі у вигляді хімічної сполуки. При фізичній абсорбції, розчинення газу не супроводжується хімічною реакцією; поглинання компонента відбувається доти, поки його парціальний тиск у газовій фазі вищий від рівноважного тиску над розчином. Абсорбція процес вибірковий і оборотний. Величина абсорбції (як наслідок дії), тобто поглинання, вбирання, всмоктування, визначаються розчинністю певного газу в рідкому розчиннику, а швидкість процесу (дії) — різницею концентрацій у газовій суміші і рідині. Якщо концентрація газу в рідині вища, ніж у газовій суміші, то він виділяється із розчину (десорбція). Вилучення речовини з розчину всім об'ємом рідкого адсорбенту (екстракція) та із газової суміші розплавами (оклюзія) — процеси аналогічні абсорбції. Часто абсорбція супроводжується утворенням хімічних сполук, (хемосорбція) і поверхневим поглинанням речовини (адсорбція).
Абсорбція набрала значного поширення в коксохімічній промисловості для вловлювання сирого бензолу з коксового газу, а також для аналізу газів, у тому числі рудникової атмосфери. Абсорбція використовується в збагаченні корисних копалин для надання збагачуваним мінералам бажаних властивостей або регулювання стану чи властивостей середовища, в якому здійснюється процес збагачення, а також для очищення відпрацьованих газів (повітря) від пилу та шкідливих газових домішок.
Для реалізації абсорбції використовують спеціальні пристрої — абсорбери; абсорбційне очищення газів провадиться у скруберах — апаратах зі зрошенням водою, суспензією або спеціальним розчином.

## Механізм абсорбції
Абсорбція зумовлена ван-дер-ваальсовими, або електростатичними, силами притягання частинок абсорбованої речовини до частинок асорбенту.
Оборотність процесу фізичної абсорбції створює сприятливі умови для послідовного проведення процесів абсорбції (поглинання речовини абсорбентом) та десорбції (вилучення з абсорбенту поглиненої речовини). Абсорбція широко застосовується в абсорбційній техніці, лежить в основі очищення, розділення газів та рідин тощо.